# Голф Мејнор (Охајо)
Голф Мејнор (енгл. Golf Manor) град је у америчкој савезној држави Охајо.

## Демографија
По попису из 2010. године број становника је 3.611, што је 388 (-9,7%) становника мање него 2000. године.
| Група             | 2000.         | 2010.         |
| Белци             | 1.359 (34,0%) | 865 (24,0%)   |
| Афроамериканци    | 2.515 (62,9%) | 2.623 (72,6%) |
| Азијати           | 28 (0,7%)     | 9 (0,2%)      |
| Хиспаноамериканци | 24 (0,6%)     | 43 (1,2%)     |
| Укупно            | 3.999         | 3.611         |